# Patricia Valle
Patricia Valle Benítez (Cuernavaca, 7 de febrero de 1969) es una deportista mexicana que compite en natación adaptada. Ganó once medallas en los Juegos Paralímpicos de Verano entre los años 2000 y 2016.

## Palmarés internacional
| Juegos Paralímpicos | Juegos Paralímpicos     | Juegos Paralímpicos | Juegos Paralímpicos |
| Año                 | Lugar                   | Medalla             | Prueba              |
| ------------------- | ----------------------- | ------------------- | ------------------- |
| 2000                | Sídney (Australia)      | Medalla de oro      | 100 m libre S3      |
| 2000                | Sídney (Australia)      | Medalla de bronce   | 50 m libre S3       |
| 2000                | Sídney (Australia)      | Medalla de bronce   | 50 m braza SB3      |
| 2004                | Atenas (Grecia)         | Medalla de oro      | 50 m libre S3       |
| 2004                | Atenas (Grecia)         | Medalla de oro      | 100 m libre S3      |
| 2004                | Atenas (Grecia)         | Medalla de plata    | 50 m mariposa S4    |
| 2008                | Pekín (China)           | Medalla de oro      | 50 m libre S3       |
| 2008                | Pekín (China)           | Medalla de bronce   | 150 m estilos SM4   |
| 2012                | Londres (Reino Unido)   | Medalla de bronce   | 50 m libre S3       |
| 2012                | Londres (Reino Unido)   | Medalla de bronce   | 100 m libre S3      |
| 2016                | Río de Janeiro (Brasil) | Medalla de bronce   | 50 m braza SB3      |